# Goudoogdaas
De goudoogdaas (Chrysops relictus) is een bijtende vlieg uit de familie van de dazen (Tabanidae).

## Beschrijving
De vlieg wordt ongeveer 13 millimeter lang en is te herkennen aan de blauwgroene ogen die een mooie glans hebben en enkele kleine afstekende roodpaarse vlekjes. Het achterlijf lijkt enigszins op dat van een bij; geel met zwarte banden, en ook aan weerszijden van het verder zeer donkere borststuk komt de gele kleur terug. Aan de vleugels is echter goed te zien dat het geen bij is; de vleugelbasis is zwart, op iedere vleugelpunt zit een grote zwarte vlek en de vleugels kunnen niet op de rug over elkaar gevouwen worden. Hoewel dazen hoofdzakelijk van nectar leven, heeft het vrouwtje bloed nodig voor de benodigde proteïnen om eitjes te kunnen produceren. Gastheren zijn voornamelijk dieren, maar ook mensen kunnen worden gebeten. Vrouwtjes zijn te herkennen aan gescheiden ogen die bij mannetjes dicht aaneen zitten. De daas is met name in vochtig weer actief, zoals vlak voor of na een regenbui, of tijdens een broeierige zomerdag. Tenzij het een plaag betreft wordt een enkele daas niet als een last ervaren door dieren, dit in tegenstelling tot een enkele horzel.

## Beet
Een daas bijt meestal niet meteen maar zoekt eerst een geschikt plekje. De beet van de goudoogdaas is voelbaar, maar niet zo pijnlijk dat iedere beet wordt opgemerkt en wordt dan ook vaak overdreven. Op de bijtplaats ontstaat na enkele uren tot dagen vaak een jeukende zwelling door een allergische reactie op de lichaamsvreemde stoffen die de daas inspuit om het stollen van het bloed tijdens het zuigen tegen te gaan. Evenals bij steekmuggen zuigen alleen de vrouwtjes bloed, maar waar de mug een steeksnuit gebruikt, heeft de daas vlijmscherp snijdende monddeeltjes waarmee ze een klein wondje in de huid maken, waarna het bloed wordt opgezogen. Ze kunnen zelfs door dunne kleding heen snijden om bij de huid te kunnen komen. Hoewel het dus pijnlijk klinkt, is zelfs de beet van de grotere runderdaas minder pijnlijk dan de steek van bijen, hommels, of wespen die een gif inspuiten welke een aanhoudende pijn veroorzaakt. De beet is dan ook niet bedoeld als wapen en is meestal eenmalig, tenzij de daas wordt gestoord tijdens haar maaltijd. In dat geval zal ze hardnekkig een nieuw plekje zoeken en opnieuw bijten.

## Larve
De goudoogdaas leeft in heideachtige gebieden, meestal in de buurt van zeer vochtige plaatsen. De larven leven namelijk in zeer vochtige omstandigheden in rottend plantenmateriaal. Ze eten de insectenlarven die daarop afkomen, en komen soms massaal voor. De larve lijkt op de ritnaald; een lang, weinig buigzaam, wormachtig lichaam, dat echter sterk gesegmenteerd is met knoop-achtige segmenten.

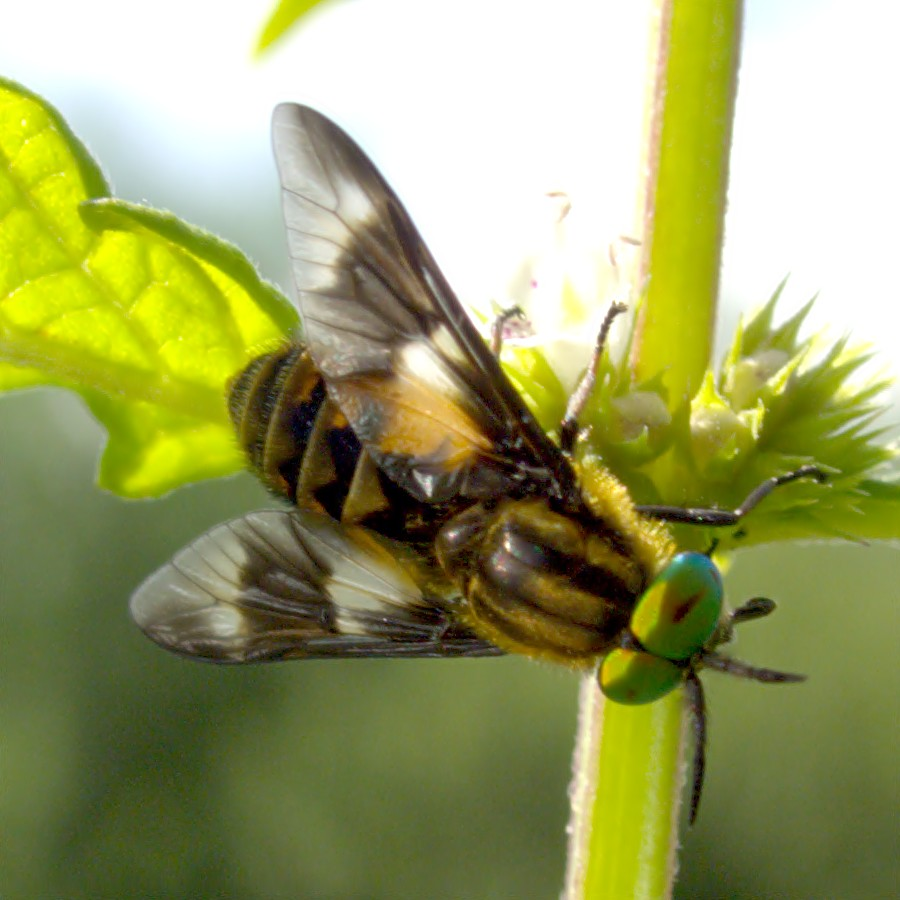
Mannetje
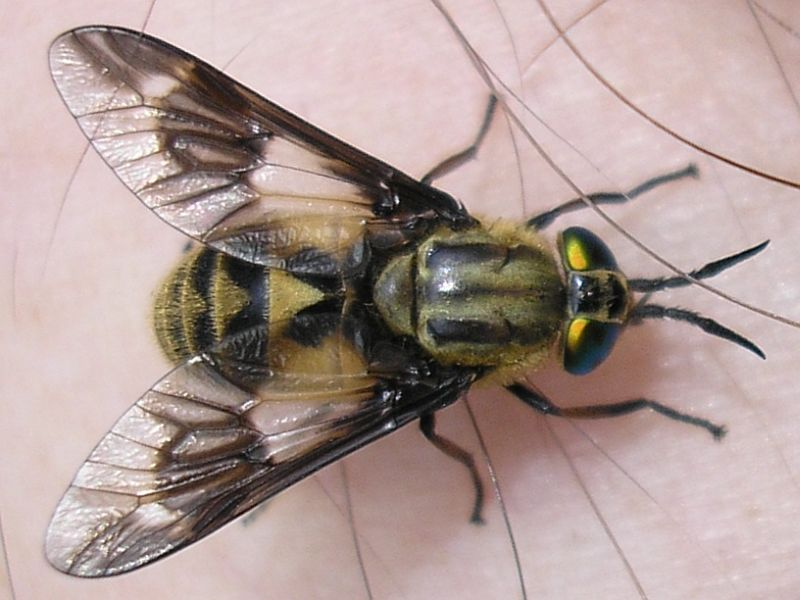
Vrouwtje
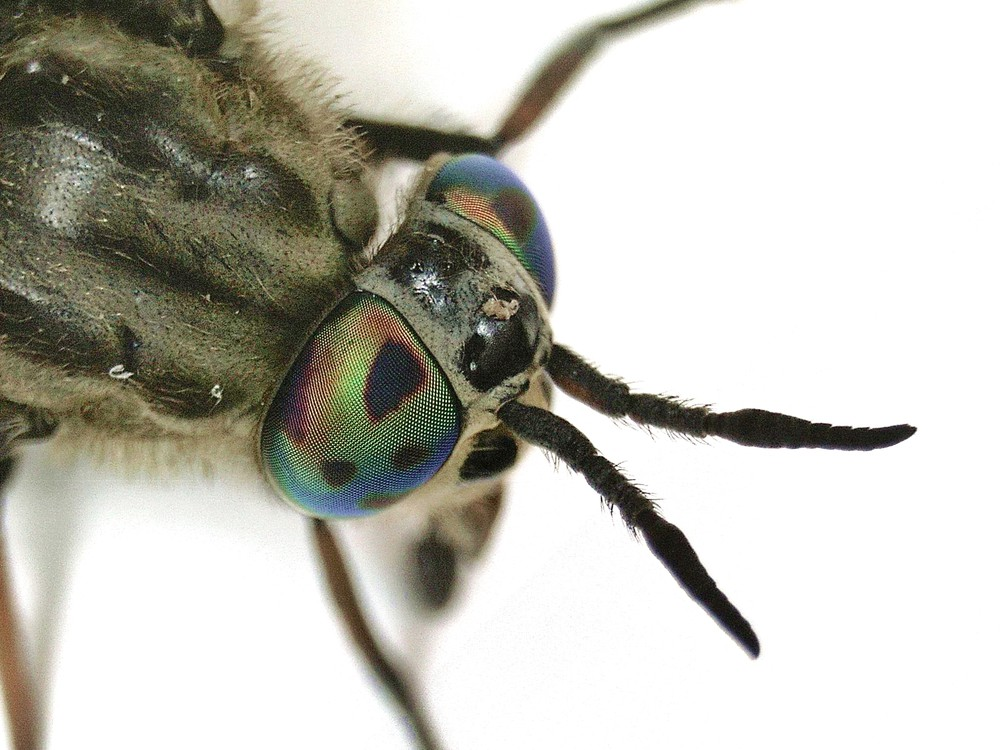
Detail kop (vrouwtje)
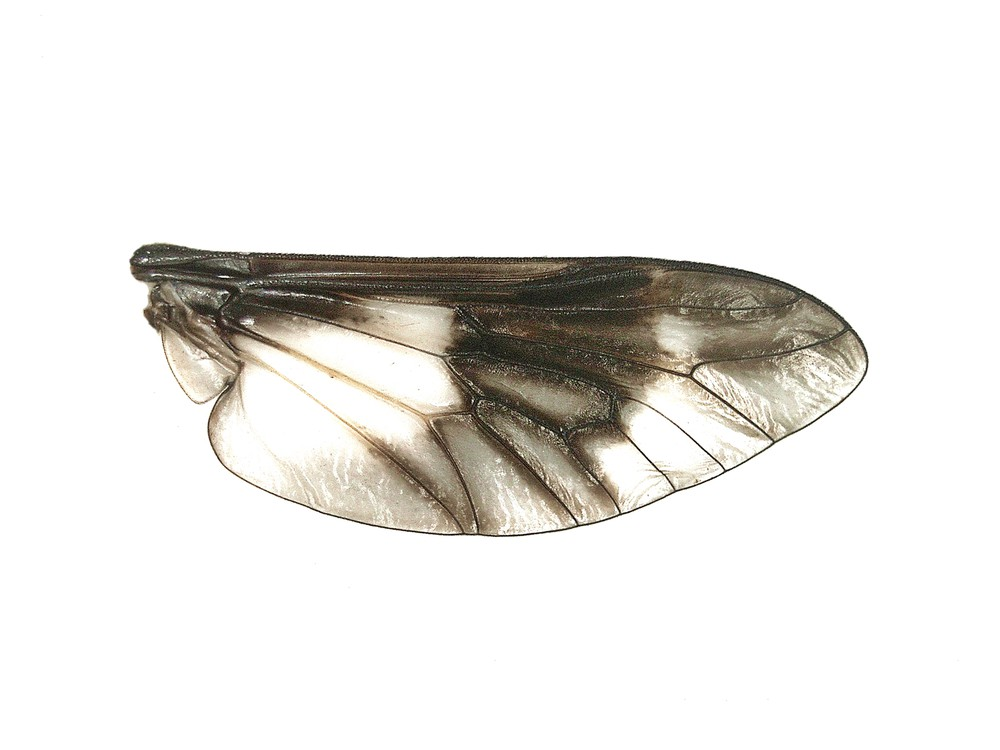
Vleugel

- Kaarten met waarnemingen:

- België
- Nederland
- wereldwijd